# Czyżewka (rejon miński)
Czyżewka (biał. Чыжоўка, ros. Чижовка) – wieś na Białorusi, w obwodzie mińskim, w rejonie mińskim, w sielsowiecie Papiernia. Od południa graniczy z Mińskiem.